# Блинов, Пётр Дмитриевич
Пётр Дмитриевич Блинов (1869, Кронштадт — 1938, Ленинград) — офицер Российского императорского флота, инженер-механик, участник Русско-японской и Первой мировой войн, генерал-майор Корпуса инженер-механиков флота, Георгиевский кавалер.

## Биография
Пётр Дмитриевич Блинов родился 15 (27) января 1869 года в Кронштадте. В 1884 году поступил на механическое отделение Морского инженерного училища Императора Николая I. 19 сентября (1 октября) 1889 года, после окончания училища, был произведён в младшие инженер-механики. В 1890—1899 годах служил минным механиком, с 1898 года судовым механиком на пароходе «Колхида» Черноморского флота.
В 1895 году произведён в помощники старшего инженер-механика, в 1899 году — в старшие инженер-механики. В 1901 году П. Д. Блинов был назначен судовым механиком на миноносец «Выносливый», который строился во Франции и в 1902—1903 годах совершил переход в Порт-Артур, где вошёл в состав Первой Тихоокеанской эскадры. Начало Русско-японской войны П. Д. Блинов встретил в прежней должности судового механика миноносца «Выносливый». Корабль принимал активное участие в боевых действиях, неся сторожевую службу на внешнем рейде и совершая разведывательные походы. За первый месяц войны миноносец выходил в море с различными боевыми заданиями 13 раз.
26 февраля (10 марта) 1904 года «Выносливый» принял участие в бою миноносцев под Ляотешаном у Порт-Артура. В этом бою четвёрке эскадренных миноносцев русского отряда противостояли четыре японских «истребителя». После обнаружения кораблей противника, «Выносливый» первым в 3 ч 30 мин открыл огонь по ним. Японские корабли сосредоточили огонь на «Выносливом» и «Властном». В ходе боя «Выносливый» получил семь надводных и одну подводную пробоину. Японский снаряд попал в машинное отделение, обе машины были повреждены, миноносец почти лишился возможности управляться, и потерял ход. Под руководством Блинова машинная команда в сложных условиях устранила повреждения машины. Блинов с обваренными паром руками, лично наложив бинты на перебитые трубы, уже через 15 минут после попадания снаряда в машинное отделение корабля, смог дать ход миноносцу. В приказе № 18 от 2 марта 1904 года адмирал С. О. Макаров отмечал: «Обращаю внимание на лихую работу механиков и машинных команд по исправлению повреждений, причём „Выносливый“ некоторое время шёл под машиной, в которую нельзя было войти, ибо там был пар температуры кипения. Инженер-механик Блинов, с обожжёнными руками и лицом не останавливался в работе до самого входа в гавань». 12 (25) июля 1907 года П. Д. Блинов «за спасение миноносца „Выносливый“ после ночного боя 26 февраля (10 марта) 1904 года под Ляотешаном с японскими миноносцами» был награждён Орденом Святого Георгия IV степени.
В 1905 году Блинов был произведён в подполковники Корпуса инженер-механиков флота. В 1906—1907 годах служил судовым механиком на учебных судах Практической эскадры Балтийского флота — минном крейсере «Лейтенант Ильин» и крейсере «Память Азова».
С 1907 по 1910 год служил старшим судовым механиком крейсера «Громобой». В 1910 году произведён в полковники Корпуса инженер-механиков флота. В 1911—1912 годах служил старшим судовым механиком линейного корабля «Император Павел I». В 1912 году назначен флагманским инженер-механиком штаба начальника бригады линейных кораблей эскадры Балтийского моря. 28 марта 1913 года переименован из полковников в инженер — механики капитаны 1 ранга. 18 апреля 1914 года произведён в чин инженер-механик генерал-майор со старшинством.
С 1915 по 1918 годы служил в должности уполномоченного по заказам Морского Ведомства на финляндских заводах в Гельсингфорсе, был прикомандирован к Свеаборгской портовой конторе. Пётр Дмитриевич Блинов был женат и имел сына 1916 года рождения.

### В советский период
После Октябрьской революции Блинов остался в России. С 1918 года на службе в Морских Силах Республики. С 1920 по 1922 годы работал главным техником Новороссийского военного порта. С 15 января 1922 года находился в бессрочном отпуске. С 1922 по 1923 год работал завскладом сельхозмашин наркомзема Абхазии. В 1924—1926 годах был заведующим учётом на Пензенском трубном заводе.
В конце 30-х годов вернулся в Ленинград и работал инженером-конструктором в ЦКБ-32 и заводе имени Марти. 6 марта 1938 года арестован Комиссией НКВД и Прокуратуры СССР. 5 сентября 1938 года приговорён по ст. ст. 58-6-8-11 УК РСФСР к высшей мере наказания по делу «РОВС» — Российского общевоинского союза. Расстрелян в Ленинграде 28 сентября 1938 года. В постсоветский период реабилитирован.

## Награды
Пётр Дмитриевич Блинов за время своёй службы был награждён многими орденами и медалями:
- Орден Святого Станислава 3 степени (6 декабря 1903)
- Орден Святого Владимира 4-й степени c мечами и бантом (1904).
- Орден Святого Станислава 2-й степени с мечами (19 декабря 1905).
- Орден Святого Георгия 4-й степени (Высочайший Приказ от 12 июля 1907).
- Орден Святой Анны 2-й степени (6 декабря 1911).
- Орден Святого Владимира 3-й степени (17 августа 1915).
- Серебряная Медаль «В память русско-японской войны» (1906).
- Бронзовая Медаль «В память 300-летия царствования дома Романовых» (1913).
- Нагрудный знак Крест «За Порт-Артур» (1914).
- Бронзовая Медаль «В память 200-летия морского сражения при Гангуте» (1915)